# Dentist
Dentist [dɛnˈtist] (von lateinisch dens ‚Zahn‘) war eine in Deutschland bis 1952 neben den Zahnärzten existierende Berufsbezeichnung für Zahnheilkundige ohne akademische Ausbildung. Es handelte sich um Zahntechniker, die nach erfolgreichem Besuch einer Dentistenschule Patienten behandeln durften. In vielen anderen Ländern bzw. Sprachen ist es die Bezeichnung für einen Zahnarzt mit akademischer Ausbildung (dentist). In Deutschland wird die Bezeichnung heutzutage als abfällige Titulierung eines Zahnarztes gebraucht. Zur Geschichte des Zahnarztberufs und Geschichte der Zahnmedizin siehe dort.

## Geschichte der Dentisten in Deutschland

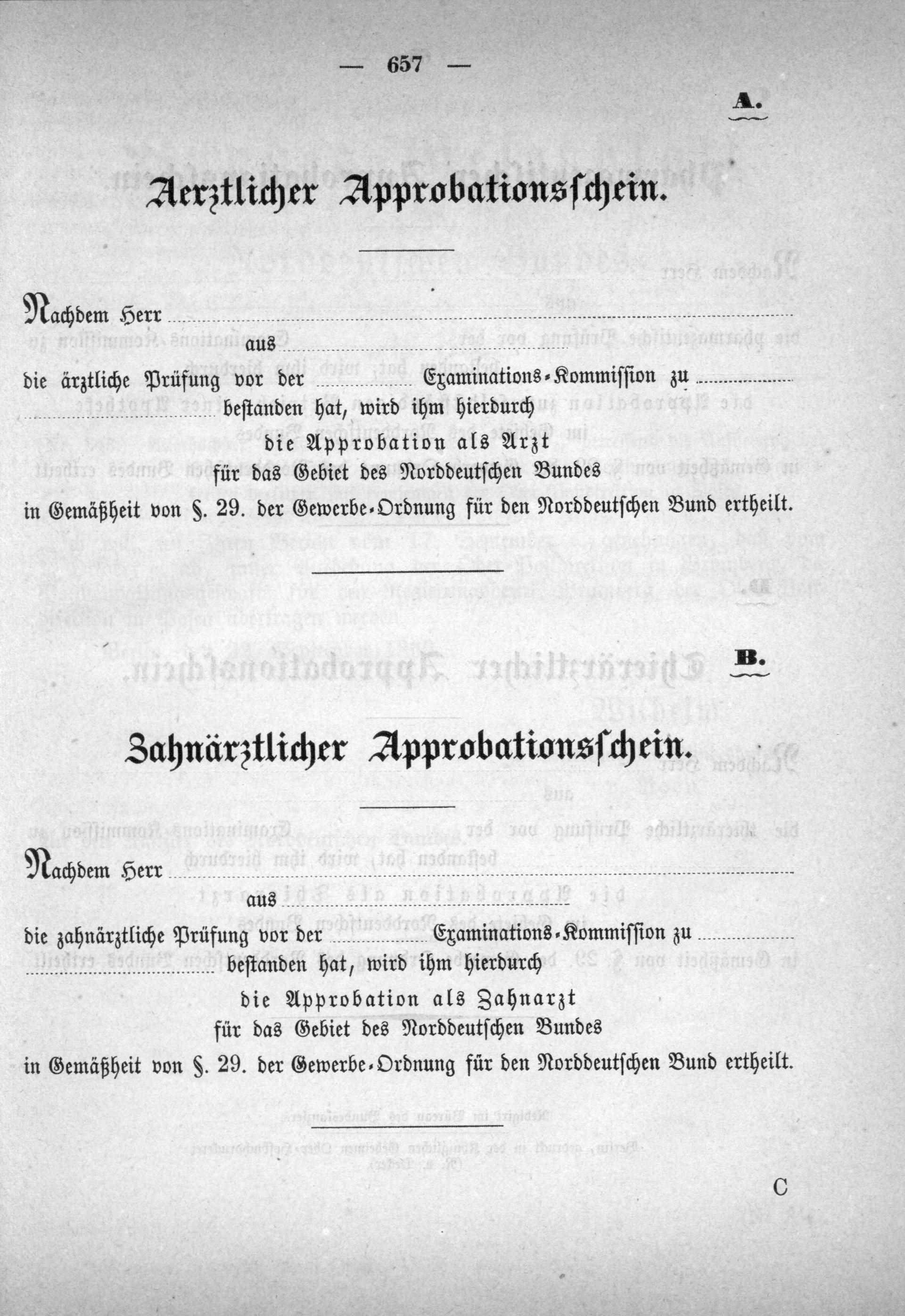
Ärztlicher und zahnärztlicher Approbationsschein des Norddeutschen Bundes, 1869, der Dentisten verwehrt war

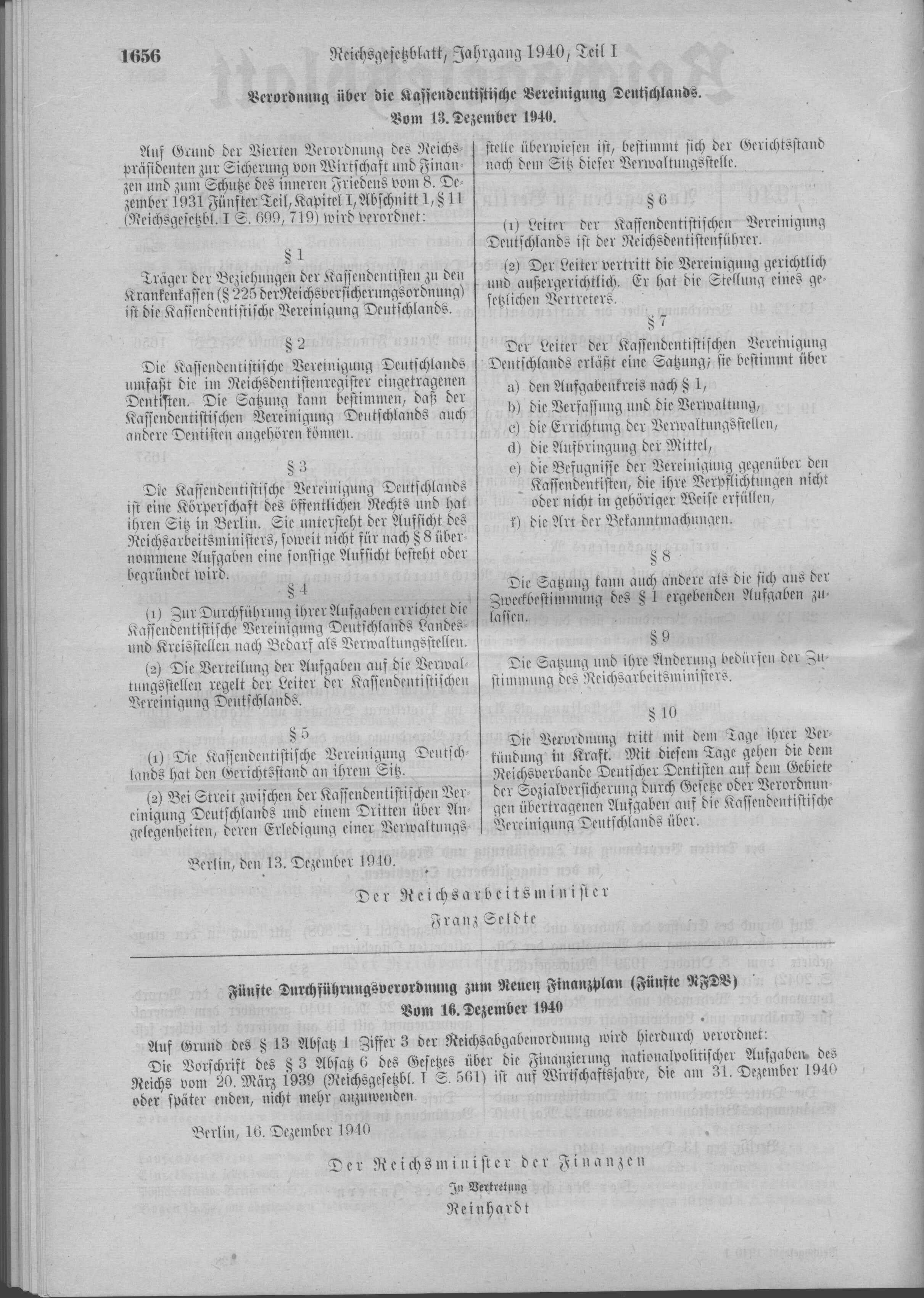
Verordnung über die Kassendentistische Vereinigung Deutschlands vom 13. Dezember 1940

Bald nach Inkrafttreten der Verfassung des Norddeutschen Bundes (1861–1871) am 16. April 1867 wurde gemäß § 29 der Gewerbeordnung für den Norddeutschen Bund 1869 eine erste Approbationsordnung namens „Bekanntmachung, betreffend die Prüfung der Ärzte, Zahnärzte, Thierärzte und Apotheker“ erlassen. 1872 wurde sie auch für das neu gegründete Deutsche Reich rechtswirksam, wonach jedem gestattet war, Kranke ohne den Nachweis einer entsprechenden Ausbildung zu behandeln. Bald sind nichtapprobierte Heilbehandler dazu übergegangen, die Berufsbezeichnung „Zahnkünstler“ in „Dentist“ zu ändern. Für die nichtapprobierten Zahnbehandler schlugen die Zahnärzte ihrerseits die – abwertenden – Berufsbezeichnungen „Zahnarbeiter“ beziehungsweise „Gebißarbeiter“ vor. Sie verwiesen hinsichtlich der Berufsbezeichnung Dentist empört auf den romanischen und angelsächsischen Sprachgebrauch, wonach die Begriffe „dentiste“ beziehungsweise „dentist“ einen approbierten Zahnarzt bezeichneten. Ein vereidigter Sachverständiger für fremde Sprachen kam in einem Gerichtsgutachten 1907 jedoch zu folgendem Ergebnis:
„Die Bedeutung des Wortes ‚Dentist’ ist nach dem, woraus es zusammengesetzt ist, in zweierlei zu zerlegen: in dens = Zahn und die Endsilbe ‚ist(e)’. Die selbe Endsilbe wird vielen Worten solcher Personen beigelegt, die irgendeine Beschäftigung, ein Geschäft, eine Kunst usw. ausüben, zum Beispiel ars = Kunst, Artist = Künstler, einer, der die Künste ausübt. Es ist selbstverständlich, dass in solchen Benennungen irgendein Titel nicht vorliegt, vielmehr unter der Bezeichnung ‚Dentist’ eine Person zu verstehen ist, die sich mit der Behandlung von Zähnen, sodass die Benennung ‚Zahnkünstler, Zahntechniker’ dasselbe sagen würde als ‚Dentist’. Es ist also derjenige, der sich Dentist nennt, ein ein freies Gewerbe ausübender Zahntechniker, der eine Titulatur nicht beansprucht, und dem sie auch nicht zukommt. Titelbeanspruchende und -berechtigte, die ein Examen bestanden, sind Zahnärzte oder je nach Universitätsbildung Doktoren der zahnärztlichen Praxis. Weder bei einem Ausländer noch Inländer kann daher eine Verwechslung zwischen Zahnarzt und Dentist vorkommen.“
Der „Verein deutscher Zahnkünstler“ hat sich 1908 in „Verein der Dentisten im Deutschen Reich“ (VDDR) umbenannt. In den nachfolgenden Jahren fand der Begriff „Dentist“ – ungeachtet der zahnärztlichen Proteste – Eingang in die Behördensprache.
1910 umfasste die Ausbildung zum Dentisten in Deutschland mindestens sechs Jahre. Davon waren drei Jahre bei einem Dentisten zu absolvieren, ein Jahr Ausbildung in Prothetik, vorwiegend bei einem Zahnarzt. Anschließend erfolgte eine viersemestrige Ausbildung an einem Lehrinstitut für Dentisten mit abschließender Prüfung. Ausbildungsbefugt an den Lehrinstituten für Dentisten waren approbierte Medizinalpersonen.
1920 wurde die dentistische Ausbildung staatlich anerkannt. Nach Abschluss der dentistischen Staatsprüfung waren die Absolventen „Staatlich geprüfte Dentisten“. Sie erhielten keine Approbation.
In der Zeit des Nationalsozialismus war SA-Oberführer Fritz Blumenstein (1898–1993) Reichsdentistenführer und ab 1940 Leiter der Kassendentistischen Vereinigung Deutschlands. Der „Reichsverband Deutscher Dentisten“ zeigte im „Dritten Reich“ eine große Bereitschaft, sich dem NS-Regime berufspolitisch anzudienen, um die (von der organisierten Zahnärzteschaft angefochtene) Marktposition der dentistischen Zahnbehandler zu verteidigen.

### Beendigung des Dualismus
1949 fand in der damaligen Sowjetischen Besatzungszone der Dualismus zwischen Dentisten und Zahnärzten ein Ende (Leipziger Abkommen). Rechtsgrundlage war die „Anordnung über die Approbation der Zahnärzte vom 2. März 1949“, welche von der Hauptverwaltung Gesundheitswesen der deutschen Wirtschaftskommission erlassen wurde. Die Anordnung sah vor, dass Dentisten nach einer entsprechenden Ausbildungszeit, die sich nach der Dauer ihrer Praxistätigkeit richtete, in die Zahnärzteschaft übernommen bzw. auf ein verkürztes Universitätsstudium vorbereitet werden.
In der Bundesrepublik Deutschland wurde 1952 die Dentistenausbildung beendet, damit die Berufsgruppe der Dentisten endgültig aufgelöst, und es wurden Elemente der dentistischen Ausbildung in die universitäre zahnmedizinische Ausbildung einbezogen. Entscheidend war daran Erich Müller beteiligt. Mit dem Zahnheilkundegesetz (ZHG) vom 31. März 1952 wurde die Kurierfreiheit endgültig abgeschafft und auch der Dualismus mit dem Dentistenstand durch das „Bonner Abkommen“ (auch als „Allensbacher Abkommen“ bezeichnet) beendet. Bis Ende 1953 erbrachten die 15.000 damals tätigen deutschen Dentisten durch einen 60-stündigen Fortbildungskurs den entsprechenden Qualifikationsnachweis und erhielten daraufhin die Bestallung als Zahnarzt. Über Jahrzehnte bemühten sich die akademisch ausgebildeten approbierten Zahnärzte, sich von den Dentisten durch den Erwerb eines Doktortitels (Dr. med. dent.) zu unterscheiden. In der Ära der durch die Kurzausbildung zu Zahnärzten mutierten Dentisten erschufen die Ärzte die Bezeichnung „Schmalspurmediziner“ für diese Berufsgruppe. Ihnen war die Promotion mangels akademischen Studiums verwehrt.
Das ZHG regelte in § 8 die Approbation als Zahnarzt für Dentisten und in § 9 und § 10 für Dentistenassistenten und Anwärter. Der Crashkurs fand in den Fächern Mund- und Kieferkrankheiten einschließlich der zahnärztliche Chirurgie in 40 Stunden und in Arzneimittellehre einschließlich Arzneiverordnungslehre in 20 Stunden an einem Lehrinstitut für Dentisten statt. Dentistenassistenten konnten die Approbation erhalten, wenn sie bis zum 1. April 1954 die Dentistenprüfung ablegten und die obigen Kurse besuchten. Anwärter mussten zusätzlich eine Prüfung ablegen. Die Approbation wurde erst nach Vollendung des 25. Lebensjahres erteilt und Approbationsanträge von den oben genannten konnten nur bis zum 27. Januar 1980 gestellt werden.
Obwohl es keine als solche praktizierenden Dentisten mehr gibt, ist ihr Beruf dennoch weiterhin wie der des Zahnarztes definiert als ein freier Beruf im Sinne des § 18 Abs. 1 Nr. 1 EStG.

## Dentisten in Österreich
In Österreich dürfen zahnmedizinische Tätigkeiten neben den Zahnärzten und den Fachärzten für Zahn-, Mund- und Kieferheilkunde auch von Dentisten ausgeübt werden. Dentisten sind Personen, die nach einer absolvierten Lehre zum Zahntechniker eine mit der Dentistenprüfung abschließende zusätzliche Spezialausbildung absolviert haben, die aus praktischen und theoretischen Inhalten bestand. Die Ablegung der Dentistenprüfung war nur bis zum 31. Dezember 1975 zulässig.
Als Absolventen einer nicht-universitären Ausbildung sind die Dentisten nicht mit den Zahnärzten gleichzusetzen. Ihre Tätigkeit war im Dentistengesetz geregelt. Mit der Dentistenkammer gab es eine eigene berufliche Vertretung, die von den Ärztekammern unabhängig war.
Seit der Novelle BGBl. I Nr. 45/1999 waren die Dentisten berechtigt, ihren Beruf unter der Berufsbezeichnung „Zahnarzt“ zu führen und neben dieser Berufsbezeichnung die Ausbildungsbezeichnung „Dentist“ in Klammer anzufügen. Da diese Regelung vom EuGH als unionsrechtswidrig erklärt wurde, wurde diese Regelung mit 1. Jänner 2006 wieder abgeschafft. Somit dürfen die Dentisten wieder ausschließlich die Berufsbezeichnung „Dentist“ führen.
Am 1. Jänner 2006 trat das neue Zahnärztegesetz in Kraft, das die Trennung der Berufe des Arztes und des Zahnarztes vollendet. Das Zahnärztegesetz gilt nicht nur für die Zahnärzte und die Fachärzte für Zahn-, Mund- und Kieferheilkunde, sondern auch für Dentisten. Mit der Österreichischen Zahnärztekammer wurde eine von den Ärztekammern getrennte Standesvertretung errichtet, in der nicht nur die Zahnärzte und die Fachärzte für Zahn-, Mund- und Kieferheilkunde, sondern auch die wenigen noch verbleibenden Dentisten organisiert sind. Die Dentistenkammer wurde zugleich aufgelöst. Im Jahr 2011 zählte die Österreichische Zahnärztekammer 4722 Mitglieder, davon 3194 Fachärzte für Zahn-, Mund- und Kieferheilkunde, 1480 Zahnärzte und nur noch 48 Dentisten.

## Dentisten in anderen Sprachen
Bei Übersetzungen aus anderen Sprachen wie dem Englischen, Französischen oder Portugiesischen ist eine Fehlübersetzung möglich, da das englische Wort dentist [ˈdɛntist] ebenso wie das französische dentiste [dɑ̃ˈtist] und das portugiesische dentista [dɛnˈtista] einen Zahnarzt mit Universitätsabschluss bezeichnet.

## Denturisten und Zahnprothetiker
Manche waren mit der Abschaffung des Dentistenstands nicht einverstanden und wanderten nach Kanada aus. Es bildete sich ein zunächst illegaler Berufsstand der Denturisten aus. Sie beschränkten sich im Wesentlichen auf die Anfertigung von Teil- und Totalprothesen, die sie auch am Patienten eingliederten. Erst 1961 wurde dieser Beruf in Alberta durch den Dental Mechanics Act of Alberta anerkannt. Es folgte die Einführung in zahlreichen anderen Provinzen Kanadas. Sie gründeten The Denturist Association of Canada, die bis heute diesen Berufsstand repräsentiert. Ähnlich verlief die Entwicklung in den USA. British Columbia genehmigte den Denturisten 1958 die Berufsausübung, 1977 gefolgt von Maine, dem sich Arizona und Oregon im Jahr 1978 anschlossen. 1982 verabschiedeten Idaho, 1984 Montana und 1994 Washington entsprechende Gesetze. Im gleichen Jahr wurde als Berufsvertretung The American Academy of Medical Denturitry in Montana gegründet. Ähnliche Entwicklungen gab es weltweit, beispielsweise in Australien, wo die Dental Prosthetists durch The Australian Dental Prosthetists Association vertreten werden, im Vereinigten Königreich oder der Schweiz. In Letzterer werden die Zahnprothetiker im 1962 gegründeten Schweizerischen Zahn-Prothetiker Verband vertreten. Sie müssen eine kantonale Prüfung zum diplomierten Zahnprothetiker mit Erfolg bestehen. Teilweise wurde das Berufsbild um die Anfertigung von Zahnfüllungen, Zahnkronen und Zahnaufhellung ausgeweitet. 
In Belgien wird seit 1971 eine dreijährige Ausbildung zum Tandprothesisten angeboten. Sie wird an Samstagen am Institut für Tandprothesisten Antwerpen abgehalten. Zulassungsvoraussetzung ist eine abgeschlossene Ausbildung zum Zahntechniker. Ihr Berufsverband ist die Vereinigung belgischer Denturisten – Union Belge Denturists Diplomé (UBDD). In Holland sind die Bedingungen im Artikel 34 festgelegt. Die Berufsorganisation ist die Organisatie van Nederlandse Tandprothetici (O.N.T.) Organisation der niederländischen Zahnprothetiker, die 1997 von der niederländischen Regierung anerkannt wurde. Sie führt das Register der Zahnprothetiker.
Die Länderorganisationen der Denturisten sind in der International Federation of Denturists (IFD) vertreten, die 1992 gegründet wurde.